# Delirium (album de Ellie Goulding)
Delirium este cel de-al treilea album de studio al interpretei britanice Ellie Goulding și a fost lansat la data de 6 noiembrie 2015 prin intermediul casei de discuri Polydor Records. Criticii de muzică au avut dubii în legătură cu originalitatea albumului, dar au fost în general impresionați de calitatea sa. Albumul s-a clasat de la bun început pe locul trei al UK Albums Chart și Billboard 200 în Statele Unite ale Americii, fiind cel mai de succes material discografic al cântăreței în clasamente și cel mai bine vândut.
Albumul a fost precedat de către un disc single înregistrat cu melodia principală intitulată „On My Mind”. Acesta a fost lansat pe data de 17 septembrie 2015, reușind să se bucure de succes în țări precum Australia, Danemarca, Italia, Noua Zeelandă, Regatul Unit și Statele Unite ale Americii.
Albumul a fost promovat în continuare de către alte discuri single, precum „Army”, care a fost lansat la data de 9 ianuarie 2016 și „Something in the Way You Move” care a fost lansat la data de 19 ianuarie 2016.

## Informații generale și compunere
Goulding a declarat că soundul albumului are un caracter mai mult orientat către genul muzicii pop decât materialele sale anterioare, în timpul turneului său The Halcyon Days Tour a spus că speră să scrie melodiile pentru materlialul său discografic, dar nu știe înca când acesta va fi lansat. Sesiunile de înregistrare au avut loc într-o varietate de locați precum Londra, Hereford, Los Angeles, Auckland, Stockholm și Las Vegas. A fost de asemenea anunțat faptul că albumul va avea o temă specifică, nu doar o grămadă de cântece putermice la întamplare așa cum solista a declarat pentru Billboard. Într-un interviu, a afirmat: „O parte din mine consideră acest album ca un experiment, pentru a putea face apoi un mare album pop. Am luat o decizie conștientă de faptul că am vrut să fie la un alt nivel”.
Într-un interviu acordat ziarului britanic The Sun Ellie Goulding a anunțat că albumul ar putea fi inspirat din natura, nu din dragoste din cauza documentarelor la care se uită despre natură mai ales pe David Attenborough. Acest lucru a fost dovedit de asemenea într-un interviu cu VIBE. Ellie a spus că a vrut să scrie despre a fi într-adevăr inspirat de Kate Bush mai recent. De asemenea, a afirmat că melodiile și albumele sale au o mulțime de lucruri despre relații și despărtiri elemente si simte nevoia de a finaliza albumul la un mod complet diferit.
"In acest moment eu sunt cu adevărat în știință și natură am citit despre începutul universului și, de asemenea, vizionarea documentare și iubitor David Attenborough - vocea sa și cunoștințele sale sumt uimitoare Dacă cumva aș putea folosi vocea lui într-o înregistrare. cu mine, ar fi minunat - o șansă de a face un punct cu muzica mea și autoritatea sa ", a declarat pentru ziarul britanic The Sun."." -Ellie Goulding pentru ziarul britanic The Sun

## Recenzii
| Sursa           | Punctaj     | Note   |
| --------------- | ----------- | ------ |
| Allmusic        | 4/5 stele   | [ 5 ]  |
| Music OMH       | 3/5 stele   | [ 17 ] |
| NME             | 3/5 stele   | [ 7 ]  |
| Rolling Stone   | 3.5/5 stele | [ 9 ]  |
| The Independent | 2/5 stele   | [ 18 ] |

Delirium a primit în general recenzii pozitive din partea criticilor muzicali de specialitate. De la Metacritic, albumul a primit un punctaj de 70 din 100 pe baza unui număr de 15 recenzii din partea unor critici importanți, indicând recenziile ca „în general favorabile, Michael Cragg de la The Observer a lăudat albumul, Jon Dolan de la Rolling Stone a declarat: „Ellie Goulding încearcă să se apropie de curentul principal al acestei perioade, Pop Dance” și a descris schimbarea de stil muzical a cântăreței astfel: „schimbarea sa nu este diferită de cea a prietenei sale Taylor Swift, care în anul 2014 s-a lăsat de muzica Country pentru a se apropria de muzica Pop pură”.

## Lansare și promovare
Ellie Goulding a anunțat un turneu mondial în susținerea albumului, intitulat „Delirium World Tour”. Biletele au fost puse la dispoziție pentru public la data de 7 noiembre 2015. Turneul a Început pe data de 21 ianuarie 2016 și urmează să se încheie pe data de 12 octombrie 2016. John Newman și LANY vor cânta în deschidere în Regatul Unit, Sara Hartman în părțile europei, Broods în Statele Unite ale Americii, iar Years & Years în majoritatea concertelor din America de Nord.

## Discuri single
- „On My Mind” a fost lansat pe primul disc single pe data de 17 septembrie 2015. Cântecul a primit recenzii pozitive și s-a bucurat de succes comercial, ajungând pe locul 10 în topurile din Australia, Canada, Noua Zeelandă și în Regatul Unit, și oe locul 13 în Billboard Hot 100.[20]
- „Army” a fost lansată la radio în Regatul Unit pe data de 9 ianuarie 2016, pe cel de-al doilea disc single,[21][22] iar ca și videoclip muzical pe data de 14 ianuarie 2016.[23]
- „Something in the Way You Move” a fost lansată la radio în Statele Unite ale Americii pe data de 19 ianuarie 2016 pe cel de-al treilea disc single, asociat albumului.[24]

Alte cântece notabile
- „Lost and Found” a fost lansat pe data de 23 octombrie 2015 pe un disc single promoțional al albumului Delirium.[25] În timpul săptămânii de dinainte de lansarea albumului principal, mai multe posturi de radio au difuzat piese diferite de pe acesta. „Don't Panic”, a avut premiera la emisiunea BBC Radio 2 de pe data de 31 octombrie 2015,[26] și s-a poziționat pe locul 54 în Regatul Unit, pe 70 în Australia și pe 75 în Irlanda.[27][28][29]
- „Keep On Dancin'” și-a făcut debutul la emisiunea BBC Radio 1 din data de 2 noiembrie 2015,[30] și s-a poziționat pe locul 192 în Regatul Unit.[31]
- Albumul include de asemenea cântecul „Love Me like You Do”, care a fost inițial lansat pe un disc single ce a aparținut de coloana sonoră al filmului Cincizeci de umbre ale lui Grey din 2015 și, a devenit un succes comercial în întreaga lume.
- Versiunea deluxe al albumului include melodia DJ-ului scoțian Calvin Harris „Outside”, lansată pe un disc single asociată albumului său din 2014 Motion.

## Ordinea pieselor pe disc
Versiunea standard — 56:31
| Nr. | Titlu                           | Textier(i)                                                                                 | Durată | Note |
| --- | ------------------------------- | ------------------------------------------------------------------------------------------ | ------ | ---- |
| 01. | „Delirium (Intro)”              | Ellie Goulding, Joe Kearns, Chris Ketley                                                   | 1:54   | —    |
| 02. | „Aftertaste”                    | Ellie Goulding, Greg Kurstin                                                               | 3:46   | —    |
| 03. | „Something in the Way You Move” | Ellie Goulding, Greg Kurstin                                                               | 3:47   | [A]  |
| 04. | „Keep On Dancin'”               | Ellie Goulding, Ryan Tedder, Nicole Morier, Noel Zancanella                                | 3:46   | [B]  |
| 05. | „On My Mind”                    | Ellie Goulding, Max Martin, Savan Kotecha, Ilya Salmanzadeh                                | 3:33   | [A]  |
| 06. | „Around U”                      | Ellie Goulding, Fred Gibson, Tristan Landymore, Joe Janiak                                 | 3:17   | —    |
| 07. | „Codes”                         | Ellie Goulding, Max Martin, Savan Kotecha, Ilya Salmanzadeh                                | 3:16   | —    |
| 08. | „Holding On For Life”           | Greg Kurstin, Ellie Goulding, Maureen "Mozella" McDonald                                   | 4:15   | —    |
| 09. | „Love Me like You Do”           | Max Martin, Savan Kotecha, Ilya Salmanzadeh, Ali Payami, Tove Nilsson                      | 4:12   | [A]  |
| 10. | „Don't Need Nobody”             | Greg Kurstin, Savan Kotecha, Peter Svensson, Ludvig Söderberg, Jakob Jerlström, Max Martin | 3:33   | —    |
| 11. | „Don't Panic”                   | Ellie Goulding, Greg Kurstin, Maureen "Mozella" McDonald                                   | 3:16   | —    |
| 12. | „We Can't Move to This”         | Ellie Goulding, Fred Gibson, Alex Gibson, Greg Kurstin, Maureen "Mozella" McDonald         | 3:28   | —    |
| 13. | „Army”                          | Ellie Goulding, Max Martin, Savan Kotecha, Ali Payami                                      | 3:57   | [A]  |
| 14. | „Lost and Found”                | Ellie Goulding, Carl Falk, Max Martin, Laleh Pourkarim, Joakim Berg                        | 3:36   | [C]  |
| 15. | „Devotion”                      | Ellie Goulding, Klas Åhlund, Ali Payami, Stephen Wrabel                                    | 3:46   | —    |
| 16. | „Scream It Out”                 | Ellie Goulding, Jim Elliot                                                                 | 3:09   | —    |

Versiunea deluxe — 78:36
| Nr. | Titlu                                                     | Textier(i)                                 | Durată | Note |
| --- | --------------------------------------------------------- | ------------------------------------------ | ------ | ---- |
| 17. | „The Greatest”                                            | Joel Little, Ellie Goulding                | 3:31   | —    |
| 18. | „I Do What I Love”                                        | Ellie Goulding, Laleh Pourkarim            | 2:51   | —    |
| 19. | „Paradise”                                                | Ellie Goulding, Joel Little                | 3:44   | —    |
| 20. | „Winner”                                                  | Ellie Goulding, Laleh Pourkarim            | 3:20   | —    |
| 21. | „Heal”                                                    | Ellie Goulding, Guy Lawrence, James Napier | 4:52   | —    |
| 22. | „Outside” (Calvin Harris în colaborare cu Ellie Goulding) | Calvin Harris, Ellie Goulding              | 3:47   | [A]  |

Versiunea Target — 90:34
| Nr. | Titlu                                                                    | Textier(i)                                                                               | Durată | Note |
| --- | ------------------------------------------------------------------------ | ---------------------------------------------------------------------------------------- | ------ | ---- |
| 23. | „Powerful” (Major Lazer în colaborare cu Ellie Goulding și Tarrus Riley) | Thomas Wesley Pentz, Maxime Picard, Clement Picard, Ilsey Juber, Fran Hall, Tarrus Riley | 3:26   | [A]  |
| 24. | „Let It Die”                                                             | Ellie Goulding                                                                           | 3:31   | —    |
| 25. | „Two Years Ago”                                                          | Ellie Goulding, Jim Elliot                                                               | 5:01   | —    |

Note
- A ^ Extras pe disc single.
- B ^ Cântecul a intrat în clasamente fără a beneficia de promovare.
- C ^ Cântecul a fost lansat ca și un cântec promoțional.

## Personal
Date preluate de pe coperta variantei deluxe a albumului Delirium.
- Ellie Goulding – solistă (toate cântecele); voce de fundal (piesele 10, 18, 20); percuție live (piesele 18, 20); A&R, control creativ
- Emmanuel Franklyn Adalebu – drums (piesa 12)
- Klas Åhlund – tobe, clape, producere, programare, sintetizator (piesa 15)
- Richard Andrews – design
- Erik Arvinder – coarde (piesa 20)
- Max Baillie – violă (piesele 1, 16, 19)
- Joakim Berg – chitară acustică (piesa 14)
- Cory Bice – sunetist asistent (piesele 10, 13–15); voce de fundal (piesa 13)
- David Bukovinszky – violoncel
- Ian Burdge – violoncel (piesele 1, 16, 19)
- Julian Burg – inginer de sunet (piesele 2, 3, 6, 8, 16, 19); înregistrări (piesa 11)
- Mattias Bylund – aranjament pentru vioară
- Tom Campbell – sunetist asistent (piesa 22)
- Peter Carlsson – mixaj vocal (piesa 9); voce de fundal (piesele 9, 13)
- Emil Chakalov – vioară (piesele 1, 16, 19)
- Reiad Chibah – violă (piesele 16, 19)
- Rob Cohen – sunetist asistent (piesa 4)
- Tom Coyne – mixaj de sunet
- Simone Daly-Richards – cor (piesele 8, 16, 17)
- Simon Davey – mixaj de sunet (piesa 22)
- Jim Eliot – sintetizator, chitară, mixaj voci (piesa 16)
- Jason Elliott – sunetist pentru viori (piesele 1, 16, 19); sunetist cor (piesele 8, 16, 17)
- Carl Falk – voce de fundal, chitară, clape, producere, programare (piesa 14)
- Kristoffer Fogelmark – voce de fundal (piesa 14)
- Fred – producere, multiple instrumente, aranjamente, înregistrări voce (piesa 6); sunetist, voci (piesele 6, 12); voce de fundal, tobe, clape, producere, sintetizatoare (piesa 12)
- Robin Fredriksson – voce de fundal (piesa 9)
- Richard George – vioară (piesele 1, 16, 19)
- Serban Ghenea – mixaj de sunet (piesele 2–21)
- Benjy Gibson – tobe (piesa 12)
- Rickard Göransson – voce de fundal (piesa 13)
- Bobbie Gordon – cor (piesele 8, 16, 17)
- Oscar Görres – voce de fundal (piesa 9)
- Cassandra Gracey – control creativ
- John Hanes – sunetist mixaj (piesele 2–17)
- Calvin Harris – toate instrumentele, mixaj, producere (piesa 22)
- Joshua Hayes – cor (piesele 8, 16, 17)
- Sam Holland – inginer de sunet (piesele 5, 7, 9, 10, 13–15); voce de fundal (piesele 7, 13)
- Oscar Holter – voce de fundal (piesa 9)
- Ilya – voce de fundal (piesele 5, 9); chitară bas, chitară, clape, producere, programare (piesele 5, 7)
- Mattias Johansson – vioară
- Dawn Joseph – cor (piesele 8, 16, 17)
- Rob Katz – sunetist (piesele 13, 14)
- Joe Kearns – clape, mixaj, producere, programare (piesa 1); sunetist (piesele 1, 6); coarde (piesele 1, 16, 19); mixaj vocal (piesa 6); cor (piesele 8, 16, 17); alte înregistrări (piesa 16)
- Chris Ketley – aranjament pentru viori (piesele 1, 16, 19); aranjament pentru cor (piesele 8, 16, 17); cor (piesa 16)
- Anders Kjær – producere (piesa 4)
- Bob Knight – recuzită  viori (piesele 1, 16, 19); recuzită  cor (piesele 8, 17)
- Savan Kotecha – voce de fundal (piesele 7, 9, 13)
- Greg Kurstin – sunetist (piesele 2, 3, 6, 8, 12, 16, 19); chitară bas, tobe, chitară, clape, piano, producere (piesele 2, 3, 6, 8, 11, 16, 19); vocal producere (piesele 6, 12); înregistrări (piesa 11); producător asistent, vocal recording (piesa 12)
- Oli Langford – vioară (piesele 16, 19)
- Mattias Larsson – voce de fundal (piesa 9)
- Guy Lawrence – producere (piesa 21)
- Jeremy Lertola – voce de fundal (piesa 7), sunetist asistent (piesele 10, 13, 14)
- Jamie Lillywhite – A&R
- Joel Little – chitară bas, tobe, clape, piano, producere (piesa 17); sunetist (piesele 17, 19); producător asistent, programare, voci (piesa 19)
- Silke Lorenzen – voce de fundal (piesa 13)
- Kristian Lundin – voce (piesa 13); producător asistent, mixaj voci (piesa 14)
- Max Martin – clape (piesele 5, 9); programare (piesele 5, 9, 13); producere (piesele 5, 9, 13, 14); chitară bas, tobe, percuție (piesa 9); voce de fundal (piesele 9, 13, 15)
- Randy Merrill – asistent mixaj
- Jimmy Napes – producere (piesa 21)
- Everton Nelson – vioară (piesele 1, 16, 19)
- Liam Nolan – voce (piesa 12)
- Emma Owens – violă (piesele 1, 16, 19)
- Alex Pasco – sunetist (piesele 2, 3, 6, 8, 16, 19); înregistrări (piesa 11)
- Noah "Mailbox" Passovoy – sunetist (piesa 10)
- Ali Payami – percuție (piesa 9); voce de fundal (piesele 9, 13); producere, programare (piesele 9, 13, 15); chitară bas, tobe, clape (piesele 9, 15); chitară (piesa 13); sintetizator (piesa 15)
- Cameron Gower Poole – sunetist voci (piesa 22)
- Laleh Pourkarim – additional vocal recording (piesa 7); înregistrări voci (piesa 14); voce de fundal (piesele 14, 18); chitară bas (piesa 18); programare tobe, percuție live, producere, sintetizator (piesele 18, 20); sunetist (piesa 20)
- Richard Pryce – chitară bas (piesele 16, 19)
- Janet Ramus – cor (piesele 8, 16, 17)
- Rich Rich – sunetist (piesa 4)
- David Roemer – coperți
- Jenny Sacha – vioară (piesele 1, 16, 19)
- Doris Sandberg – voce de fundal (piesa 13)
- Hayley Sanderson – cor (piesele 8, 16, 17)
- Jenny Schwartz – voce de fundal (piesele 7, 13)
- Martin Sköld – chitară bas (piesa 14)
- Ludvig Söderberg – voce de fundal (piesa 9)
- The Struts – chitară bas, tobe, clape, producere, programare (piesa 10)
- Peter Svensson – voce de fundal, chitară bas, tobe, clape, producere, programare (piesa 10)
- Synthomania – producător asistent (piesa 4)
- Ryan Tedder – voce de fundal, chitară, instrumentație, producere, programare (piesa 4)
- Gustaf Thörn – voce de fundal (piesele 14, 20); sunetist asistent (piesele 18, 20); producător asistent, chitară bas, chitară, orgă, pian, aranjament pentru vioară (piesa 20)
- Sarah Tuke – vioară (piesele 1, 16, 19)
- Lloyds Wade – cor (piesele 8, 16, 17)
- Annabel Williams – cor (piesele 8, 16, 17)
- The Wolf Cousins Royal Choir – voci (piesa 10)
- Chris Worsey – violoncel (piesele 1, 16, 19)
- Noel Zancanella – instrumentație, producere, programare (piesa 4)

## Prezența în clasamente și vânzări
Albumul a debutat pe locul întâi în Belgia, pe locul doi în Canada și Irlanda, pe locul trei în patru alte clasamente precum Australian Recording Industry Association din Australia, United World Chart, UK Albums Chart din Regatul Unit și Billboard 200 din Statele Unite ale Americii, și a ajuns în poziții favorabile în Austria, Cehia, Germania, Noua Zeelandă și Suedia. De asemenea, Delirium a intrat în clasamentele de sfârșit de an, poziționându-se pe locul 79 în Belgia și locul 34 în Regatul Unit. În Statele Unite ale Americii albumul s-a vândut în peste 61.000 de exemplare, devenind cel mai de succes album al interpretei în clasamente, de până acum. A primit certificări de aur în Brazilia pentru 20.000 de exemplare vândute, în Mexic pentru 30.000 de exemplare vândute, în Polonia pentru 10.000 de exemplare vândute și în Regatul Unit pentru un număr de peste 100.000 de exemplare vândute.

## Clasamente
| Țară (clasament)                           | Poziția maximă | Referință |
| 2015                                       | 2015           | 2015      |
| ------------------------------------------ | -------------- | --------- |
| Australia (ARIA)                           | 3              | [ 39 ]    |
| Austria (Ö3)                               | 5              | [ 43 ]    |
| Belgia - Flandra (Ultratop)                | 1              | [ 36 ]    |
| Belgia - Valonia (Ultratop)                | 16             | [ 58 ]    |
| Canada (Canadian Hot – Billboard)          | 2              | [ 37 ]    |
| Cehia (ČNS IFPI)                           | 9              | [ 44 ]    |
| Danemarca (Hitlisten)                      | 12             | [ 59 ]    |
| Țările de Jos (MegaCharts)                 | 11             | [ 60 ]    |
| Finlanda (Suomen virallinen lista)         | 24             | [ 61 ]    |
| Franța (SNEP)                              | 34             | [ 62 ]    |
| Germania (Offizielle Top 100)              | 5              | [ 45 ]    |
| Irlanda (IRMA)                             | 2              | [ 38 ]    |
| Italia (FIMI)                              | 22             | [ 63 ]    |
| Noua Zeelandă (RMNZ)                       | 4              | [ 46 ]    |
| Norvegia (VG-lista)                        | 9              | [ 64 ]    |
| Polonia (ZPAV)                             | 30             | [ 65 ]    |
| Portugalia (AFP)                           | 19             | [ 66 ]    |
| Scoția (OCC)                               | 5              | [ 67 ]    |
| Spania (PROMUSICAE)                        | 25             | [ 68 ]    |
| Suedia (Sverigetopplistan)                 | 7              | [ 47 ]    |
| Elveția (Schweizer Hitparade)              | 5              | [ 69 ]    |
| United World Chart (Media Traffic)         | 3              | [ 40 ]    |
| Regatul Unit (UK Albums Chart)             | 3              | [ 41 ]    |
| Statele Unite ale Americii (Billboard 200) | 3              | [ 42 ]    |

| Țară (clasament)               | Poziția maximă | Referință |
| 2015                           | 2015           | 2015      |
| ------------------------------ | -------------- | --------- |
| Belgia - Flandra (Ultratop)    | 79             | [ 48 ]    |
| Regatul Unit (UK Albums Chart) | 34             | [ 49 ]    |

## Certificări
| \| Țara \| Vânzări/ puncte \| Certificare \| Referințe \| \| ------------ \| --------------- \| ----------- \| --------- \| \| Austria \| +15,000 \| \| [70] \| \| Brazilia \| +80,000 \| \| [54] \| \| Mexic \| +60,000 \| \| [55] \| \| Norvegia \| +30,000 \| \| [71] \| \| Polonia \| +10,000 \| \| [56] \| \| Regatul Unit \| +100,000 \| \| [57] \| | Note - reprezintă „disc de platină”; - reprezintă „disc de platină dublă”; - reprezintă „disc de aur”; |             |           |
| Țara | Vânzări/ puncte                                                                                        | Certificare | Referințe |
| Austria | +15,000                                                                                                |             | [ 70 ]    |
| Brazilia | +80,000                                                                                                |             | [ 54 ]    |
| Mexic | +60,000                                                                                                |             | [ 55 ]    |
| Norvegia | +30,000                                                                                                |             | [ 71 ]    |
| Polonia | +10,000                                                                                                |             | [ 56 ]    |
| Regatul Unit | +100,000                                                                                               |             | [ 57 ]    |